# Ліповень (Молдова)
Ліповень (рум. Lipoveni) — село в Молдові в Чимішлійському районі. Є центром однойменної комуни, до складу якої також входять села Мунтень та Скіношіка.